# Tarmassia
Tarmassia è una frazione di circa 1 100 abitanti del comune di Isola della Scala (Provincia di Verona).

## Geografia fisica
Tarmassia dista 4,5 chilometri da Isola della Scala e 20 chilometri da Verona.

## Storia
- 1150 Viene citato in un processo un tal "Stephanus de Talamasia", religioso, quale teste in favore della conferma della giurisdizione spirituale esercitata dal Vescovo di Verona sulla città di Ostiglia;
- 1184 Villa Talamasiae, compare in una lista di giurisdizioni del distretto sottoposte al comune di Verona.
- 1222 I Visconti di Verona detengono dei terreni a Talamasia dove decidono di asciugare una palude e costruirvi uno o più mulini.
- 1412 Il Comune di Isola della Scala acquista dal Comune di Verona la giurisdizione sul vicariato di Campolongo (antica Tarmassia) assieme ad una possessione di 800 campi.
- 1435 Il comune di Isola della Scala acquista la giurisdizione del vicariato di Talmasia (?).
- 1584 Tarmassia risulta comune rurale, dotata di iura communis e beni pubblici; recrimina diritti dal comune d'Isola.
- 1783 Il conte Michele Franzini nobile del Consiglio di Cefalonia, acquista la giurisdizione del Vicariato di Tarmassia dal comune di Isola della Scala, indebitato, dopo che un primo incanto andò fallito.
- 1797 Sotto il dominio napoleonico Tarmassia risulta frazione di Isola della Scala, Dipartimento del Mincio (Mantova) Repubblica Cisalpina;
- 1803: Tarmassia, frazione di Isola, cambia dipartimento ed entra nel Circondario dell'Adige (Verona) –Repubblica Italiana;
- 1808: La Repubblica diventa Regno d'Italia; Tarmassia rimane frazione d'Isola nel circondario veronese;
- 1816: Sotto la dominazione austriaca, Tarmassia è frazione di Salizzole – III Distretto d'Isola della Scala – Governo Veneto;
- 1820: Tarmassia ritorna frazione di Isola della Scala.

## Società

### Istituzioni, enti e associazioni
- Gruppo Sportivo Tarmassia Calcio (la più antica, dal 1967);
- Circolo NOI (ex ANSPI, oratorio parrocchiale);
- Ass. culturale OTOMAI (associazione culturale);
- Contrada di Tarmassia;
- La Compagnia de l'Anara (associazione culturale).

## Arte
- Parrocchiale di San Giorgio martire (1526) con pale di Paolo e Orazio Farinati (Visitazione, 1601), Felice Brusasorzi (Pala di S.Giacinto, 1595 ca), Agostino Ugolini (pala del titolare S.Giorgio a Cavallo che uccide il drago, 1823) e splendida Via Crucis di anonimo pittore veronese del '700 (14 olii su tela 50x82);
- Villa Guarienti-Baja - ex Palazzo Guglienzi (edificata nel 1574) con annesso parco e corte Vallona;
- Oratorio di S.Agata in Campolongo con pala dell'Annunciazione di anonimo veronese presso corte Nogarola-Mocenigo;
- Corte Stiver-Marinelli a Zanon (abbandonata);
- Corte Giusti-Brasaola al Bosco (abbandonata);

### Capitelli votivi
I Capitelli votivi sono testimonianza  della devozione popolare.
Si trovano lungo le vie agli incroci delle strade, nei muri maestri delle case o sui muri di cinta, voluti e costruiti dagli appartenenti di una stessa borgata, o da qualche committente facoltoso sono l'emblema dell'identità del paese.
- Capitello della Madonna Addolorata in via Vigne Bianche.
- Capitello della Sacra Famiglia di Nazaret in via Vigne Bianche.
- Capitello di Nostra Signora del Sacro Cuore di Gesù.
- Capitello del "Cristo de Zanon".
- Capitello della Beata Vergine Maria di Lourdes.
- Capitello di San Zeno
- Capitello della Madonna delle Lacrime a Malpasso;

Nel territorio è prevalente il culto di Maria Addolorata. Ricorre la seconda domenica di settembre la tradizionale Festa della Beata Vergine Maria Addolorata, a cui si è affiancata la recente Sagra de l'Anara Pitanara. In questo stesso periodo, a partire dal 2016, si è affiancato alla sagra anche il Maravilia Festival, manifestazione culturale tematica che ha luogo negli spazi di villa Guarienti-Baja. Sia la Sagra de l'Anara Pitanara che il Maravilia Festival hanno riscosso un notevole successo negli ultimi anni, attirando molti visitatori da tutta la provincia di Verona.